# ارشویلر
ارشویلر (به فرانسوی: Orschwiller) یک کمون در فرانسه با جمعیت ۵۷۸ نفر است که در Canton of Sélestat واقع شده‌است.